# Шестово (Крым)
Шестово (до 1948 года Алтынджа́ Ве́рхняя, ранее Алтынджи́-Мерки́т Ве́рхний; укр. Шестове, крымскотат. Yuqarı Altıncı Merkit, Юкъары Алтынджы Меркит) — исчезнувшее село в Раздольненском районе Республики Крым, располагавшееся в центре района, в степном Крыму, примерно в 2,5 километрах северо-восточнее современного села Каштановка.

## История
Впервые в доступных источниках поселение упоминается в Списке населённых пунктов Крымской АССР по Всесоюзной переписи 17 декабря 1926 года, согласно которому в селе Алтынджи-Меркит Верхний, Бий-Орлюкского сельсовета Евпаторийского района, числилось 19 дворов, все крестьянские, население составляло 107 человек, из них 67 украинцев, 39 русских, 1 записан в графе «прочие», тогда же впервые обозначен на карте 1926 года. Постановлением ВЦИК РСФСР от 30 октября 1930 года был создан Фрайдорфский еврейский национальный район (переименованный указом Президиума Верховного Совета РСФСР № 621/6 от 14 декабря 1944 года в Новосёловский) (по другим данным 15 сентября 1931 года) и село включили в его состав, а после создания в 1935 году Ак-Шеихского района (переименованного в 1944 году в Раздольненский) Алтынджу включили в его состав.
С 25 июня 1946 года Алтынджа Верхняя в составе Крымской области РСФСР. Указом Президиума Верховного Совета РСФСР от 18 мая 1948 года, Алтынджу Верхнюю переименовали в Шестово. 26 апреля 1954 года Крымская область была передана из состава РСФСР в состав УССР. Время включения в Берёзовский сельсовет пока не установлено: на 15 июня 1960 года село уже числилось в его составе. Населённый пункт ликвидирован к 1968 году (согласно справочнику «Крымская область. Административно-территориальное деление на 1 января 1968 года» — в период с 1954 по 1968 годы, как посёлок Берёзовского сельсовета).